# Claude-Jean-Joseph Brulley de La Brunière
Claude-Jean-Joseph Brulley de La Brunière, né à Sézanne le 1er février 1760 et mort à Mende le 16 décembre 1848, était un ecclésiastique français. Il fut ainsi, durant presque 27 ans, évêque de Mende.

## Biographie

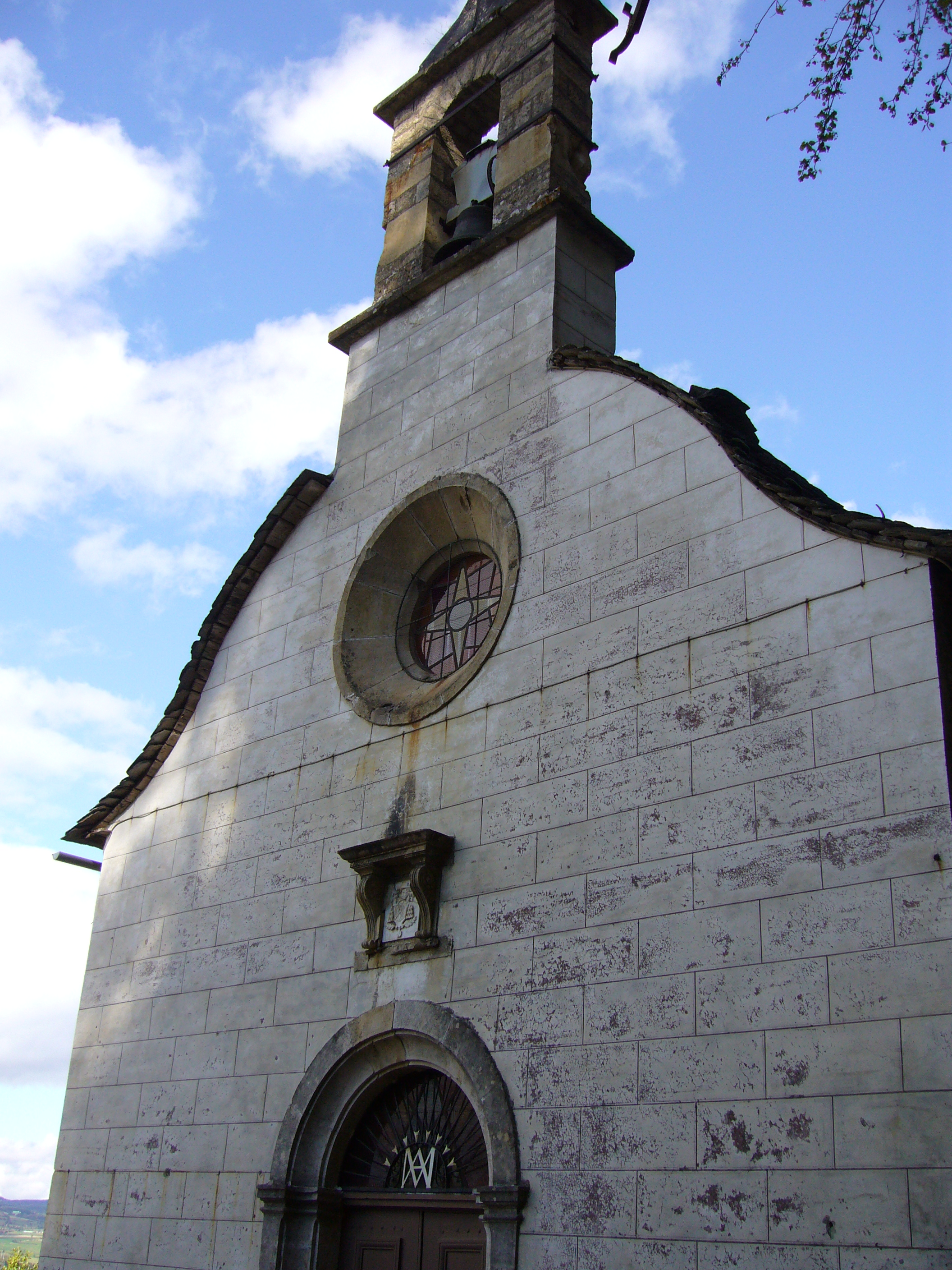
La chapelle de l'ermitage de saint Privat. On aperçoit les armes de l'évêque au-dessus de la porte

Claude-Jean-Joseph Brulley de La Brunière naît le 1er février 1760 à Sézanne dans le département de la Marne. Il est le fils de Charles Christophe Brulley de La Brunière et Claire Thérèse Jamard. 
Juste après sa promotion au sacerdoce, il devient vicaire-général du diocèse d'Uzès. La Révolution française apporte alors son lot de troubles pour les ecclésiastiques, et le vicaire se réfugie alors à Rome, où il séjourne quelques années.
Le concordat de 1801 lui permet de revenir en France, dans le diocèse d'Évreux, où il a à nouveau la charge de vicaire-général. Puis, en 1817 il est nommé évêque de Pamiers, au moment où l'évêché est rétabli. Mais cette restauration traîne en longueur, et finalement Claude Brulley de La Brunière ne devient jamais évêque de Pamiers puisqu'il est nommé évêque de Mende en 1821. Il est consacré à Paris le 2 juin 1822 et s'installe en Lozère le 22 juillet de la même année. Après la nomination d'Étienne Parfait Martin Maurel de Mons à l'archevêché d'Avignon, le roi Louis XVIII de France avait nommé Charles-Louis Salmon du Chatellier comme évêque de Mende. Ce dernier n'a finalement accompli la tâche que d'administrateur avant l'arrivée de Brulley de La Brunière.
Durant près de 30 ans qu'a duré son épiscopat, monseigneur Brulley de La Brunière a œuvré pour son diocèse. Il a ainsi embelli la cathédrale de Mende. C'est également lui qui est l'instigateur de la construction la chapelle de l'ermitage de saint Privat, sur les hauteurs de la ville. Cette chapelle a finalement été construite en 1850.
Il meurt le 16 décembre 1848 et est enterré en la cathédrale de Mende. L'année suivante parait un ouvrage récapitulant ses mandements, circulaires et ordonnances,.

## Distinction
- Chevalier de la Légion d'honneur (11 juin 1837)[4]

## Armes
D'azur au chevron d'or accompagné de 3 fers de lance d'argent

## Sources et références
1. 1 2  Gabalum Christianum ou recherches historico-critiques sur l'Eglise de Mende, Jean-Baptiste-Etienne Pascal, pp. 282-283
2. ↑  Félix Buffière, Ce tant rude Gévaudan [détail des éditions], tome I, p. 186
3. ↑  Mandements, circulaires et ordonnances de Mgr Claude-Jean-Joseph Brulley de La Brunière, évêque de Mende, précédés d'une Notice sur la vie du prélat, M. Cômandré, 1849, (ASIN B001CEP71K)
4. ↑  « Recherche - Base de données Léonore », sur www.leonore.archives-nationales.culture.gouv.fr (consulté le 3 septembre 2022)
5. ↑  Jean-Marie Hippolyte Aymar d'Arlot, comte de Saint-Saud, Armorial des prélats français du XIXe siècle, H. Daragon, 1906, 415 p. (lire en ligne)